# Попов, Павел (дзюдоист)
Павел Попов (род. 12 июня 1977) — российский дзюдоист, чемпион и призёр чемпионатов России, двукратный чемпион России среди молодёжи (1997 и 1998 годы), бронзовый призёр турнира памяти Владимира Гулидова в Красноярске в 2005 году, мастер спорта России. Чемпион мира среди полицейских. Выпускник Московского университета МВД России.

## Спортивные результаты
- Чемпионат России по дзюдо 2003 — ;
- Чемпионат России по дзюдо 2004 — ;